# 横浜黒川スポーツ
株式会社横浜黒川スポーツ（よこはまくろかわスポーツ）は、バスケットボール、サッカー、バレーボールをはじめとするアスリート用品・スポーツ用品の販売を行うスポーツショップ「Gallery-2」の運営会社である。

## 概要
Gallery-2は東京の渋谷・吉祥寺（東京都武蔵野市）・神奈川県のビナウォーク海老名店（海老名市）・港南台（横浜市港南区）・港北に計5店舗を展開する総合スポーツショップである。渋谷では1階全面をバスケットフロアに、2階をバレーボール、サッカー、フットサルフロアにするなど、ファッショナブルな品揃えを行なっている。